# Stir Crazy (Album)
Stir Crazy (Episodes 1-15, 15-30 und 31-45) ist eine Folge von drei Jazzalben von Ingrid Laubrock und Tom Rainey. Die 2020 während des Lockdowns in Folge der COVID-19-Pandemie in New York City entstandenen Aufnahmen mit einem Umfang von bislang über neun Stunden erschienen am 25. März, 16. Juli und am 1. November 2020 als Eigenproduktion bei Bandcamp.

## Hintergrund
Die in Brooklyn lebende Saxophonistin Ingrid Laubrock und der Schlagzeuger Tom Rainey hatten eine ebenso großzügige und zeitgemäße Idee: eine Reihe neu aufgenommener Heim-Aufnahmen unter dem generischen Titel Stir Crazy, die sie kostenlos über Bandcamp veröffentlichten. Im Laufe des Jahres erschienen 45 Episoden in Abständen von ungefähr einer Woche, die schließlich auf drei Alben zusammengefasst wurden.
Die Initiative basierte nach Angaben Laubrocks darauf, dass sie und Rainey gesund bleiben und gleichzeitig mit Fans in Kontakt bleiben, die begeisterte Konzertbesucher sind und für die das Duo wegen des Lockdowns in New York nicht spielen konnte. Die Stir Crazy Episodes sind Heimaufnahmen: die Musik wurde nur mit den internen Mikrofonen auf einem Zoom-Gerät aufgenommen, hat also keine audiophile Qualität. In den Liner Notes schrieben die beiden Musiker:
„Our stir crazy minds need some release and for those who are cooped up but would rather be out listening to music, we offer this: We've decided to occasionally put home recorded improvised duets up here until this madness is over and we can meet for real again“.
Unsere verrückten Gedanken brauchen eine gewisse Befreiung und für diejenigen, die eingepfercht sind, aber lieber Musik hören möchten, bieten wir Folgendes an: Wir haben uns entschlossen, gelegentlich aufgenommene improvisierte Duette nach Hause zu bringen, bis dieser Wahnsinn vorbei ist und wir uns wieder echt treffen können.

## Titelliste

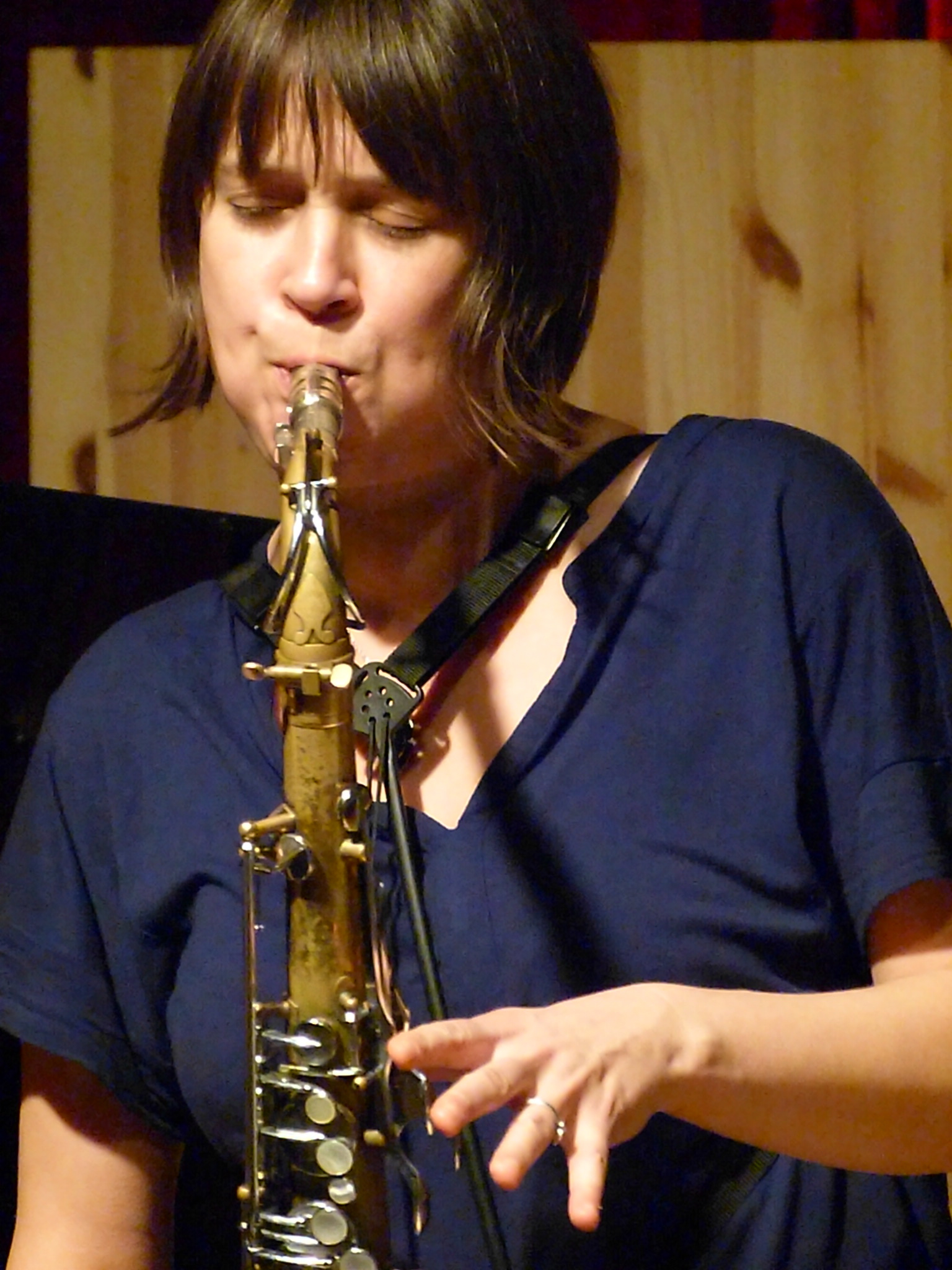
Ingrid Laubrock (2012)

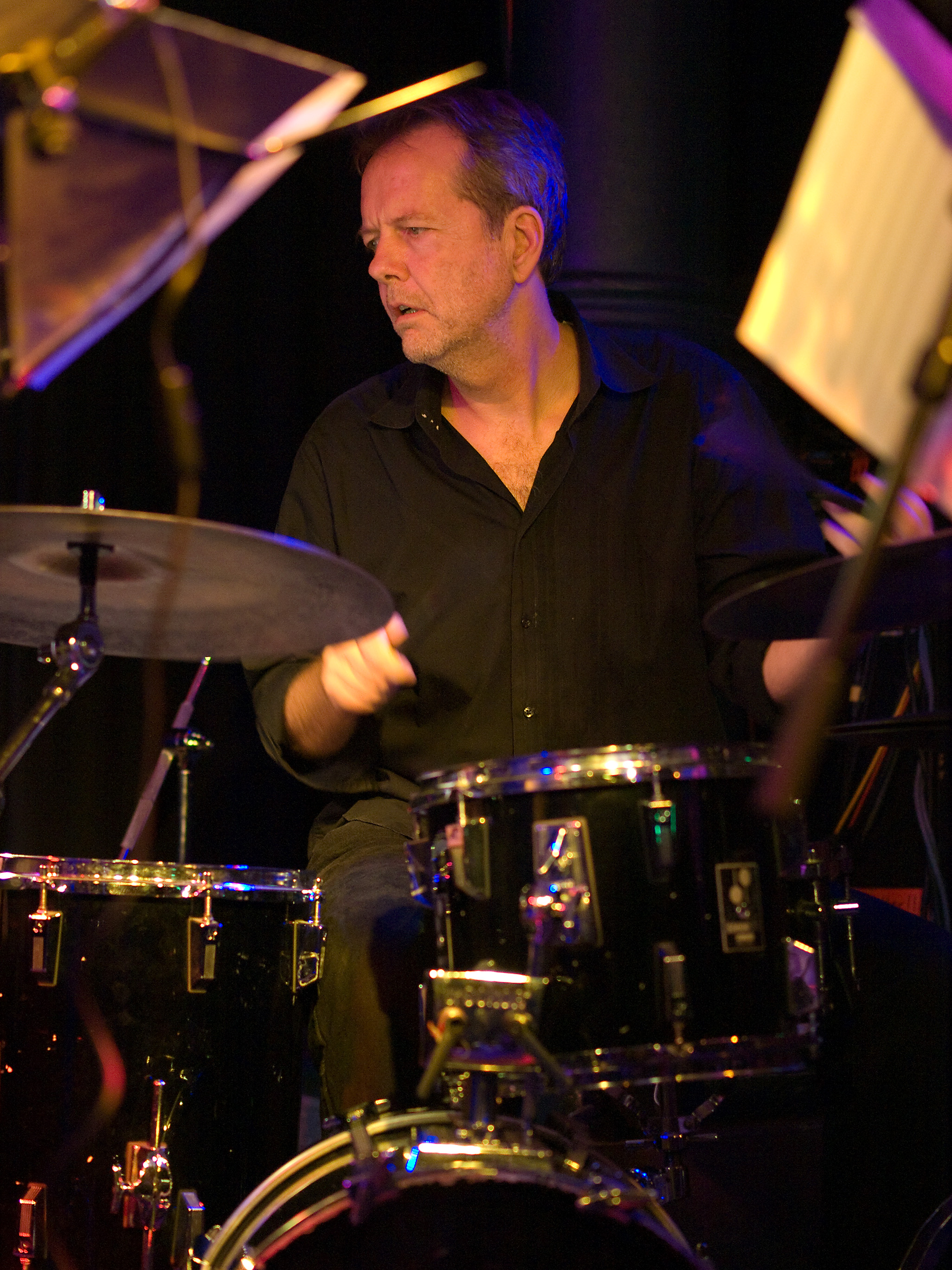
Tom Rainey bei einem Auftritt in der Münchner Unterfahrt 2010

- Tom Rainey + Ingrid Laubrock: Stir Crazy Episodes 1-15

1. Stir Crazy Episode 2 14:28
2. Stir Crazy Episode 1 13:24
3. Stir Crazy Episode 3 12:17
4. Stir Crazy Episode 4 17:09
5. Stir Crazy Episode 5 17:39
6. Stir Crazy Episode 6 14:22
7. Stir Crazy Episode 7 15:19
8. Stir Crazy Episode 8 18:21
9. Stir Crazy Episode 9 12:09
10. Stir Crazy Episode 10 14:56
11. Stir Crazy Episode 11 14:20
12. Stir Crazy Episode 12 (Anthony Braxton) 18:44
13. Stir Crazy Episode 13 15:52
14. Stir Crazy Episode 14 16:40
15. Stir Crazy Episode 15 16:38

- Stir Crazy Episodes 16-30

1. Stir Crazy Episode 16 19:01
2. Stir Crazy Episode 17 16:59
3. Stir Crazy Episode 18 15:56
4. Stir Crazy Episode 19 19:44
5. Stir Crazy Episode 20 16:32
6. Stir Crazy Episode 21 13:45
7. Stir Crazy Episode 22 19:02
8. Stir Crazy, Episode 23 (Steve Lacy) 15:48
9. Stir Crazy Episode 24 19:58
10. Stir Crazy Episode 25 18:57
11. Stir Crazy Episode 26 (for my dad) 21:16
12. Stir Crazy Episode 27 23:25
13. Stir Crazy Episode 28 17:12
14. Stir Crazy Episode 29 18:24
15. Stir Crazy Episode 30 16:58

- Stir Crazy Episodes 31-45[1]

1. Stir Crazy Episode 31 14:39
2. Stir Crazy Episode 32 28:29
3. Stir Crazy Episode 33 15:00
4. Stir Crazy Episode 34 17:07
5. Stir Crazy Episode 35 32:30

Sofern nicht anders angegeben, stammen alle Kompositionen von Tom Rainey und Ingrid Laubrock.

## Rezeption

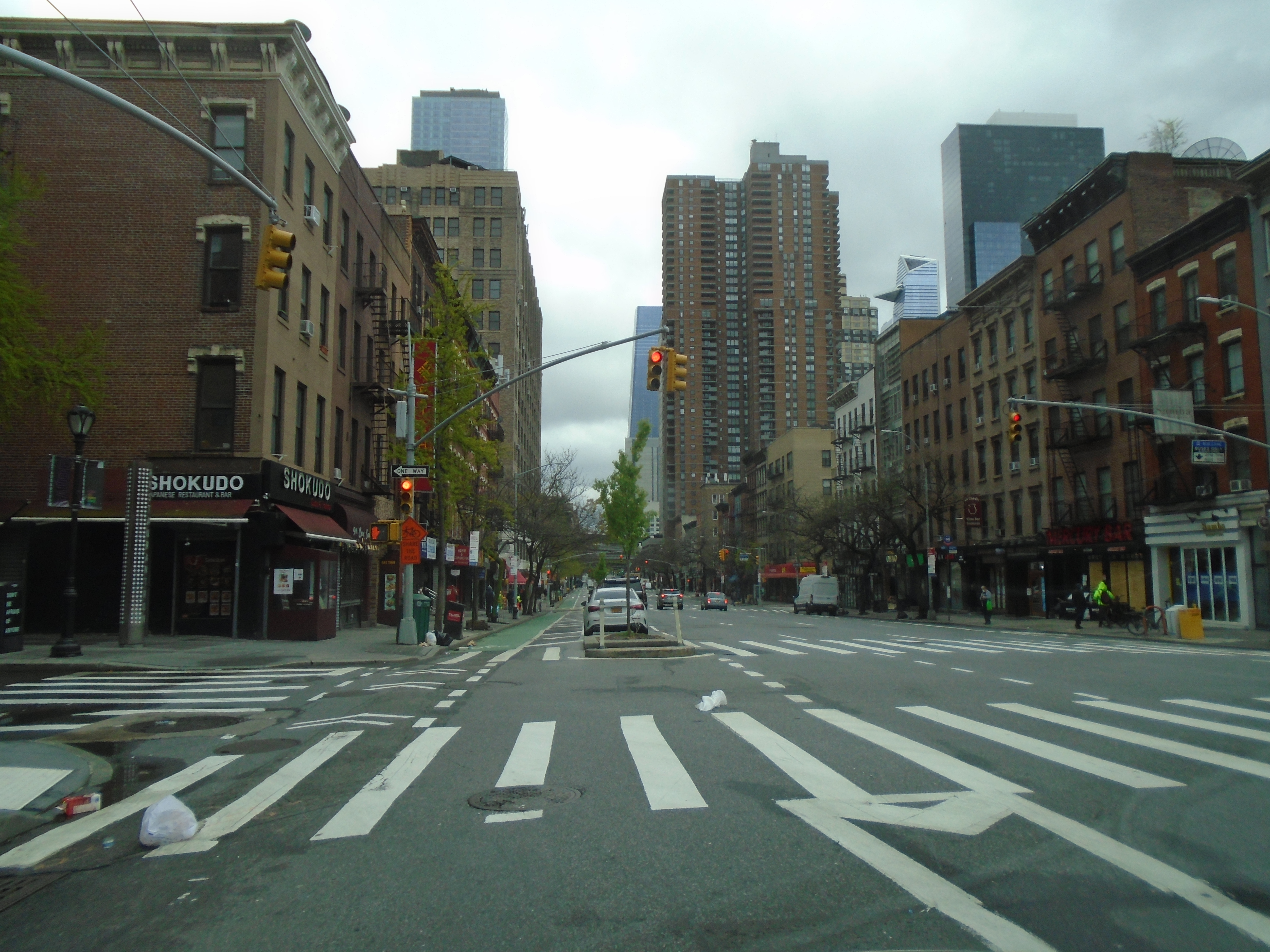
Die:Midtown von New York City während des Shutdowns im April 2020

Parallel zu Stir Crazy erschien das Album Dreamt Twice, Twice Dreamt (bei Intakt Records). Nach Ansicht von Dave Sumner (Bandcamp Daily) hat Ingrid Laubrock zeitgleich zwei sehr unterschiedliche Aufnahmen herausgebracht; beide brächten auf ihre Weise auf den Punkt, was die Saxophonistin und Komponistin zu einer so außergewöhnlichen Musikerin mache. In gewisser Weise repräsentierten die Duette mit TomRainey die Quarantäne-Herausforderungen der COVID-19-Pandemie. Die Musik sei sporadisch und spiegle die Art und Weise wider, wie Lagerkoller uns alle infizierte, aber die Musik sei gleichzeitig auch erhaben und beschwöre die Momente, in denen wir erkennen, dass das Einnisten zu Hause, bei dem  man sich mit bereichernden Aktivitäten beschäftigt, manchmal die beste Nutzung unserer Zeit auf diesem Planeten sein kann.
Nach Ansicht von Chris May, der das Album in All About Jazz rezensierte, sind Laubrock und Rainey moderne Meister mit einer langen Geschichte des Zusammenspiels, und wie man vielleicht erwarte, biete Stir Crazy Musik von seltener und zutiefst symbiotischer Schönheit. Das Hören von Musikern, die unter solch außergewöhnlichem Umständen zusammen spielen, sei immer erhebend und war es wahrscheinlich noch nie mehr als im April 2020. Die Serie sei ein Versprechen der Freuden, die kommen werden, wenn die öffentlichen Auftritte wieder aufgenommen werden. Derweil sei sie eine großartige Medizin für Herz und Seele.